# Kosmos 2491
Kosmos 2491, ruski satelit iz programa Kosmos. Vrsta je Nivelir (br. 1), a vrsta i namjena bile su neko vrijeme nepoznate i tajnovite, bez najave za medije, s tek šturom najavom za UN.
Lansiran je 27. lipnja 2013. godine s kozmodroma Pljesecka s mjesta 133/3. Lansiran je u nisku orbitu oko planeta Zemlje raketom nosačem Rokotom-Briz-KM. Orbita je 1482 km u perigeju i 1508 km u apogeju. Orbitne inklinacije je 82,49°. Spacetrackov kataloški broj je 39497. COSPARova oznaka je 2013-076-E. Zemlju obilazi u 115,87 minuta. Mase je oko 50 kg.
Nosi amaterski radijski teret.
Lansiran je skupa s trima vojnim satelitima Kosmosom 2488, Kosmosom 2489 i Kosmosom 2490.
Za napajanje je opremljen solarnim ćelijama i baterijama.
Razgonski blok Briz-KM No. 72520 14S45 ostao je u niskoj orbiti oko Zemlje.

## Vanjske poveznice
- N2YO.com Search Satellite Database (engl.)
- Celes Trak SATCAT Format Documentation (engl.)
- Kunstman  Arhivirana inačica izvorne stranice od 12. kolovoza 2019. (Wayback Machine) Satellites in Orbit (engl.)